# Lepidura callaina
Lepidura callaina là một loài tò vò trong họ Ichneumonidae.